# Église d'Hautajärvi
L'église d'Hautajärvi (finnois : Hautajärven kirkko) est une église frontalière située dans le village d'Hautajärvi de la municipalité de Salla en Finlande.

## Présentation
L'église, conçue par Iikka Martas, est construite en 1963 pour perpétuer la tradition de l'église frontalière de Paanajärvi (fi) à Kuusamo, qui a été détruite pendant la guerre d'hiver. 
Par une décision du Conseil ecclésiastique en 1995, les travaux de la zone frontalière ont pris fin et les districts de la zone frontalière ont été supprimés au début des années 2000. Aujourd'hui, l'église appartient à la paroisse de Salla. 